# Grasbrunn
Grasbrunn – miejscowość i gmina w Niemczech, w kraju związkowym Bawaria, w rejencji Górna Bawaria, w regionie Monachium, w powiecie Monachium. Leży około 16 km na południowy wschód od centrum Monachium, przy autostradzie A99.

## Dzielnice
- Grasbrunn
- Harthausen
- Keferloh
- Möschenfeld
- Neukeferloh

## Demografia
| Rok  | Liczba mieszk. |
| ---- | -------------- |
| 1970 | 2 756          |
| 1987 | 3 517          |
| 2000 | 4 880          |
| 2007 | 6 132          |

### Struktura wiekowa
Dane o ludności z 31 grudnia 2008:
| Opis                                | Ogółem | Ogółem | Kobiety | Kobiety | Mężczyźni | Mężczyźni |
| ----------------------------------- | ------ | ------ | ------- | ------- | --------- | --------- |
| Jednostka                           | osób   | %      | osób    | %       | osób      | %         |
| Populacja                           | 6253   | 100    | 3161    | 50,55   | 3092      | 49,45     |
| Wiek przedprodukcyjny (0–17 lat)    | 1350   | 21,59  | 634     | 10,14   | 716       | 11,45     |
| Wiek produkcyjny (18–65 lat)        | 3935   | 62,93  | 2025    | 32,38   | 1910      | 30,55     |
| Wiek poprodukcyjny (powyżej 65 lat) | 968    | 15,48  | 502     | 8,03    | 466       | 7,45      |

## Polityka
Wójtem gminy jest Klaus Korneder z SPD, wcześniej urząd ten obejmował Otto Bußjäger, rada gminy składa się z 20 osób.
|      | CSU | SPD | FWGNHK | Zieloni | BfG | Razem |
| 2008 | 6   | 6   | 3      | 2       | 3   | 20    |
| 2002 | 9   | 5   | 2      | -       | -   | 16    |

## Oświata
W gminie znajdują się 4 przedszkola (312 miejsc) oraz szkoła podstawowa (16 nauczycieli, 298 uczniów).